# Neptis surakarta
Neptis surakarta är en fjärilsart som beskrevs av Moore 1872. Neptis surakarta ingår i släktet Neptis och familjen praktfjärilar. Inga underarter finns listade i Catalogue of Life.